# 榆林城墙
榆林城墙，位于中国陕西省榆林市。南北两面墙体已损毁，现存东、西面墙体。

## 历史
明洪武二年（1369年），建榆林寨。正统二年（1437年），王祯始筑榆林城堡，此时规模较小。成化八年（1432年），余子俊于城北增筑城垣。成化九年（1473年），延绥镇治所由延绥移驻榆林城堡。
嘉靖十九年（1540年）至万历十年（1582年），城墙屡加修筑，城墙外包砖石。
1970年代，榆林城墙尚保存完好。70年代中期以后，城墙逐步毁损。